# Metoda ścieżki krytycznej
Metoda ścieżki krytycznej (ang. critical path method, CPM) – technika wykorzystująca diagramy do organizowania harmonogramów. Przy jej pomocy można stworzyć harmonogram projektu oparty na najdłuższej ścieżce, reprezentującej maksymalny czas wykonania wszystkich czynności.
Ścieżka krytyczna to w teorii zarządzania projektami ciąg takich zadań (podzadań projektu), że opóźnienie któregokolwiek z nich opóźni zakończenie całego projektu. W praktyce narzędzie planowania i kierowania prac i zapewnienia ich prawidłowego przebiegu w czasie.
Menedżer projektu powinien zwrócić szczególną uwagę na zadania znajdujące się na ścieżce krytycznej, gdyż od nich zależy terminowość przedsięwzięcia.

## Wyznaczanie ścieżki krytycznej
Ścieżka krytyczna jest trwającym najdłużej ze wszystkich możliwych ciągów chronologicznie ułożonych zadań takich, że każde następne nie może się rozpocząć, dopóki poprzednie się nie skończy.

### Przykład
Niech naszym projektem będzie stworzenie nowego oprogramowania.

Dzielimy go na podzadania, np.:
- A – stworzenie założeń wstępnych (1/2 miesiąca)
- B – koncepcja (1 miesiąc)
- C – programowanie (5 miesięcy)
- D – testowanie i poprawianie błędów (3 miesiące)
- E – stworzenie dokumentacji (4 miesiące)
- F – promocja (3 miesiące)
- G – produkcja opakowań (1/2 miesiąca)
- H – wypalanie CD (1/2 miesiąca)
- I – dystrybucja (1/2 miesiąca)

Pomiędzy tymi zadaniami zachodzą następujące zależności (X→Y oznacza że zadanie X musi się skończyć, aby mogło się rozpocząć zadanie Y):

A→B, B→C, B→E, B→F, D→H, C→D, E→H, F→H, C→G, G→I, H→I.
Możliwe są zatem następujące ścieżki:
- A→B→C→D→H→I (10,5 miesiąca)
- A→B→E→H→I (6,5 miesiąca)
- A→B→F→H→I (5,5 miesiąca)
- A→B→C→G→I (7,5 miesiąca)

Najdłuższą z nich jest A→B→C→D→H→I (10,5 miesiąca). A zatem stanowi ona ścieżkę krytyczną. Szacunkowy czas trwania projektu wynosi 10,5 miesiąca. Każde opóźnienie w zadaniach A, B, C, D, H, I spowoduje wydłużenie tego czasu, natomiast nieznaczne opóźnienie pozostałych zadań nie wpłynie na czas całego projektu.

## Graficzny sposób wyznaczenia ścieżki krytycznej

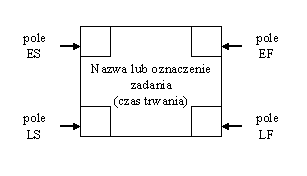
Blok pojedynczego zadania

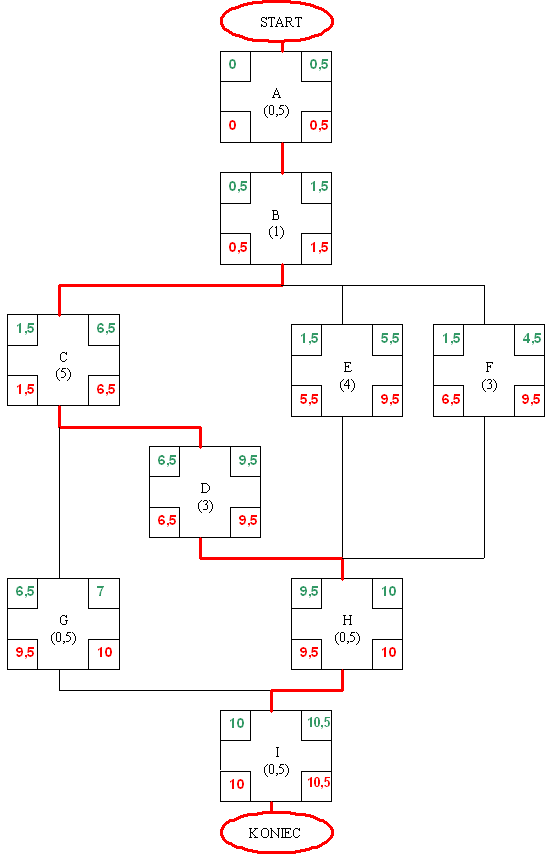
Schemat projektu z oznaczoną kolorem czerwonym ścieżką krytyczną

### Oznaczenia
ES – early start (lub WS – wczesny start) – jest to numer dnia, w którym zaczynamy wykonywanie danego zadania przy planowaniu „w przód”; dla danego zadania ES=EF zadania poprzedniego.

EF – early finish (lub WK – wczesny koniec) – jest to numer dnia, w którym kończymy wykonywanie danego zadania przy planowaniu „w przód”; dla danego zadania EF=ES zadania następnego.

LS – late start (lub PS – późny start) – jest to numer dnia, w którym zaczynamy wykonywanie danego zadania przy planowaniu „wstecz”; dla danego zadania LS=LF zadania następnego (skoro planujemy „wstecz” więc zadanie następne oznacza chronologicznie wcześniejsze).

LF – late finish (lub PK – późny koniec) – jest to numer dnia, w którym kończymy wykonywanie danego zadania przy planowaniu „wstecz”; dla danego zadania LF=LS zadania poprzedniego (skoro planujemy „wstecz”, poprzedni oznacza późniejszy chronologicznie).

### Procedura
1. Sporządzenie mapy zależności zadań.

2. Obliczenie wartości ES, EF, LS, LF i umieszczenie ich na mapie:
- Planowanie „w przód”: w pole ES pierwszego zadania wpisujemy 0, w pole EF wartość równą: 0+czas_trwania_zadania. W pole ES drugiego zadania wpisujemy wartość równą EF zadania poprzedniego (jeżeli rozpoczęcie tego zadania jest uzależnione od dwóch lub więcej zadań wcześniejszych to w pole ES wpisujemy największe EF spośród zadań wcześniejszych).
- Planowanie „wstecz”: w pole LF ostatniego zadania wpisujemy wartość z pola EF tego zadania, natomiast wartość w polu LS=LF–czas_trwania_zadania. W pole LF drugiego od końca zadania wpisujemy wartość z pola LS ostatniego zadania itd. Jeśli idąc „wstecz”, dane zadanie wynika z dwóch lub więcej poprzednich, to czas jego LF jest równy najmniejszej z wartości ES zadań poprzednich.

3. Wyznaczenie ścieżki krytycznej: ścieżka krytyczna – dla każdego zadania z tej ścieżki zachodzą jednocześnie równości:

LS-ES=0 i LF-EF=0.

### Przykład
Posłużymy się danymi z przykładu wcześniejszego:
1. Nazwę każdego zadania (lub jego oznaczenie) i czas trwania wpisujemy w bloku jak na rys. 1.

2. Zadania łączymy zgodnie z założeniami zadania. Mapa projektu może wyglądać w sposób przedstawiony na rys. 2.
- Możliwe są inne rozwiązania graficzne, ale warunki zadania muszą zostać zachowane. Stwierdzamy, że możliwe jest utworzenie pięciu ścieżek.

3. Dokonujemy sprawdzenia stworzonej mapy, analizując wstecz (od końca do początku).

4. Obliczenie czasu trwania projektu „w przód” (przy użyciu wartości ES i EF) i „wstecz” (przy użyciu wartości LS i LF).
- Czas trwania całego projektu wynosi 10,5 miesiąca.

5. Sprawdzamy zachodzenie równości w ramach poszczególnych zadań: LS-ES=0 i LF-EF=0.
- Równość zachodzi dla każdego z zadań ze ścieżki: A→B→C→D→H→I.
- Zatem jest to jedyna ścieżka krytyczna tego projektu.

## Własności ścieżki krytycznej
- każdy projekt ma co najmniej jedną ścieżkę krytyczną (projekty dobrze zaplanowane mają wiele krótkich zrównoleglonych ścieżek krytycznych, projekty gorzej zaplanowane mogą mieć mniej ścieżek krytycznych, za to dużo dłuższych),
- mogą istnieć różne relacje między zadaniami, najbardziej typowa to taka, w której zadanie następne zaczyna się dopiero po zakończeniu zadania poprzedniego,
- zakończenie ostatniego zadania ścieżki krytycznej oznacza zakończenie projektu,
- czas trwania ścieżki krytycznej determinuje czas trwania całego projektu,
- czasami istnieje więcej niż jedna ścieżka krytyczna, wówczas wszystkie ścieżki krytyczne mają ten sam czas trwania,
- ścieżka krytyczna może się zmienić w czasie trwania projektu, jeśli czasy wykonania poszczególnych zadań będą się różniły od zakładanych początkowo lub zmieni się struktura relacji między zadaniami.